# Dan Zerfaß
Dan Zerfaß (* 1968 in Simmern) ist ein deutscher Kirchenmusiker. 
Er war Schüler von Regionalkantor Franz Leinhäuser (Oberwesel). Sein Studium an der Musikhochschule in Frankfurt beendete er 1992 mit dem A-Examen als Kirchenmusiker und 1993 mit dem Konzertexamen als Organist. Prägende Lehrer waren vor allem Edgar Krapp (Orgel), Wolfgang Schäfer (Chor- und Orchesterleitung) und Godehard Joppich (Gregorianik). Meisterkurse bei Daniel Roth, Wolfgang Rübsam und Guy Bovet (Orgel), Egidius Doll, Peter Planyavsky und Theo Brandmüller (Improvisation) sowie Günther Ludwig (Klavier) ergänzten seine Ausbildung.
1989 wurde Dan Zerfaß Kirchenmusiker an St. Albert in Frankfurt und 1996 Regionalkantor der Diözese Mainz an St. Bonifatius in Bad Nauheim. Seit 1999 ist er Domkantor an St. Peter in Worms. 1993 bis 1997 lehrte er Liturgisches Orgelspiel an der Musikhochschule in Karlsruhe und betreut zurzeit eine Orgelliteraturklasse am Fachbereich Musik der Johannes-Gutenberg-Universität in Mainz. Darüber hinaus ist er als Orgelsachverständiger im Auftrag des Bistums Mainz tätig und arbeitet in der künstlerischen Leitung der Internationalen Orgelfestwochen im Kultursommer Rheinland-Pfalz.

## Tonträger
- Das gesamte Orgelwerk von Robert Schumann
- Werke von Petr Eben